# Lightworks
Lightworks es un sistema profesional de edición de vídeo no lineal para editar y masterizar películas en varios formatos, entre ellos, resoluciones de 2K y 4K, así como también producciones televisivas en formatos PAL, NTSC y alta definición. Lightworks fue uno de los pioneros de la edición de vídeo no lineal en computadora, y ha estado en desarrollo desde 1989.
Actualmente el programa está disponible para Linux, Windows y Mac OS X. El lanzamiento de una versión de código abierto, así como también versiones para estos dos últimos sistemas operativos fue anunciado en mayo de 2010, pero la fecha de lanzamiento original de la versión de Linux de diciembre de 2011 fue pospuesta para el 30 de octubre de 2012 (versión alfa). El 8 de abril de 2013, se mostró un demo del programa corriendo bajo OS X en el NAB Show, coincidiendo con el anuncio de una versión pública beta para Linux de la versión 11.1, programada para el 30 de abril de 2013. Aún no se ha lanzado el código fuente pero el "roadmap" del proyecto indica que esto ocurrirá en algún momento.

## Resumen
Mediante una interfaz similar al estándar “Steenbeck flatbed”, Lightworks fue diseñado para ser un sistema de edición de video no lineal. Cuando fue introducido a inicios de los 90s, tenía varias características únicas, tales como "sync slip", "synchronized varispeed", "synchronized multi-channel playback" y una interfaz de usuario orientada a objetos con una consola dedicada al hardware. Algunas de estas características permanecen sin ser igualadas por otros sistemas rivales.
Usando Lightworks los editores han producido películas y programas de televisión de renombre, galardonados con premios Oscar y Emmy Award, incluyendo El discurso del rey, Hugo y The Departed de Martin Scorsese, Pulp Fiction, Braveheart y Batman.

## Historia
En 1989 Paul Bamborough, Nick Pollock y Neil Harris fundaron OLE Limited. Esta fue vendida a Tektronix en 1994, quien no tuvo éxito desarrollando los productos de la compañía. En 1999 Tektronix fue vendida a la recién formada Lightworks Inc., entonces perteneciente a Fairlight Japap, posteriormente comprada por Gee Broadcast en mayo de 2004.

### Administración de Gee Broadcast (2004-2009)
Durante la administración de Gee Broadcast, los lanzamientos de nuevos productos se reanudaron con el lanzamiento de la gama Lightworks Touch y de Alacrity y Softworks para la edición de contenido de alta y baja definición.

### Administración de EditShare (2009- )
En agosto de 2009 la compañía EditShare adquirió Gee Broadcast junto con Lightworks.
En la convención anual de "National Association of Broadcasters", el 11 de abril de 2010, EditShare comunicó que planeaban hacer a Lighworks open source.
El 9 de noviembre de 2010, EditShare anunció que Lightworks sería descargable a partir del 29 de noviembre del mismo año, en primer lugar exclusivamente para los usuarios que se habían registrado durante el anuncio inicial, pero publicándolo posteriormente como una beta pública.
EditShare planeó el lanzamiento de la versión de código abierto para el cuarto trimestre de 2011, después de finalizar la revisión del código. Planeaban ganar dinero con los plugins propietarios, incluidos los complementos necesarios para acceder a los formatos de vídeo profesionales. Poco antes de la fecha de lanzamiento programada para el 29 de noviembre de 2011, la compañía anunció que un lanzamiento de software de código abierto sería temporalmente retrasado dado que aún no estaban satisfechos con la estabilidad de la nueva versión, pero no dio una nueva fecha de lanzamiento.

#### Anuncio y lanzamiento de la versión para Linux
EditShare mostró la versión para la plataforma Linux en el NAB de 2012 en las Vegas y subió un video a su cuenta de YouTube del software ejecutándose en Ubuntu. En el IBC, en Ámsterdam, en septiembre de ese mismo año, se mostró una versión actualizada y la empresa anunció que la versión alfa para esta plataforma estaría disponible el 30 de octubre. La versión alfa de Lightworks 11 para Linux fue lanzada el 30 de abril de 2012, pero solo a un público limitado. Lightworks para Linux fue liberado como una versión beta pública el 30 de abril de 2013.